# Yatsushiro

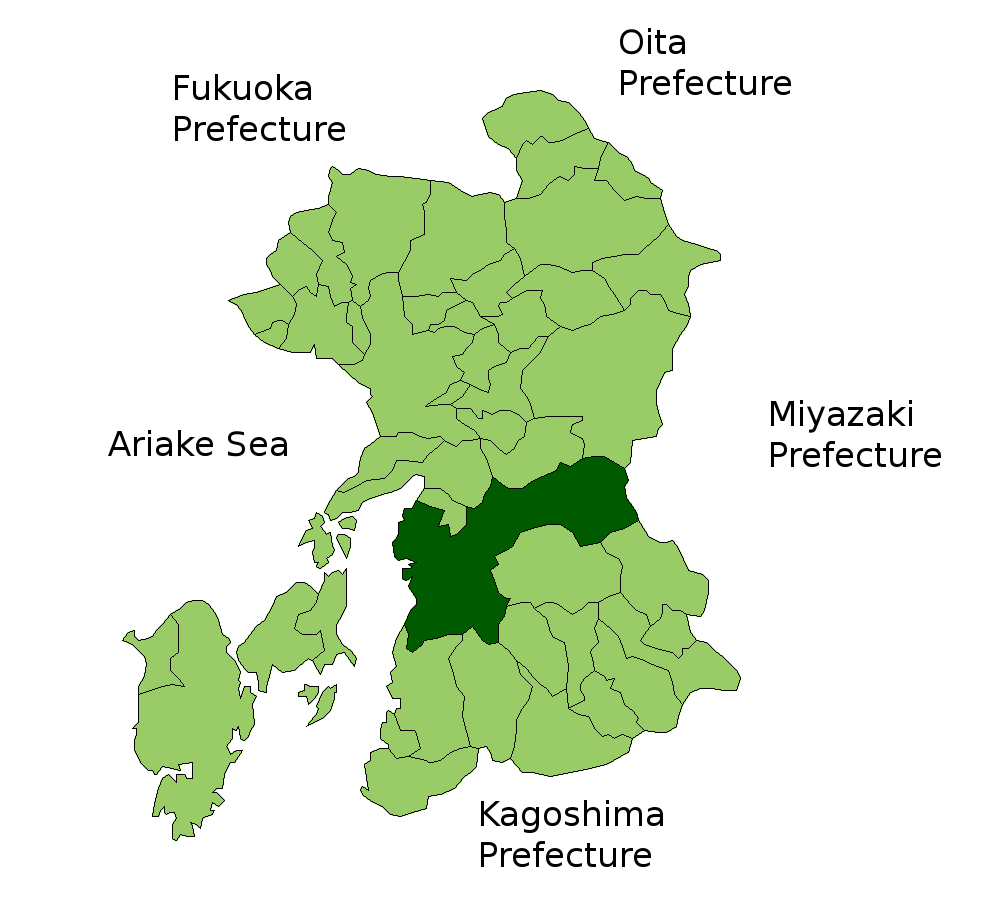

Yatsushiro (八代市 Yatsushiro-shi?) este un municipiu din Japonia, prefectura Kumamoto.